# Cyprinodon salvadori
Cyprinodon salvadori es una especie de pez de la familia de los ciprinodóntidos en el orden de los ciprinodontiformes.

## Distribución geográfica
Se encuentran en Norteamérica: México.